# 동래구 갑 (1988년 선거구)
동래구 갑은 대한민국의 옛 국회의원 선거구이다. 당시 부산광역시 동래구의 일부 지역을 관할했다.

## 역사
제13대 국회의원 선거를 앞두고 동래구 선거구가 갑, 을로 분구되면서 신설되었다.
제15대 국회의원 선거를 앞두고 일부 지역이 동래구 을 선거구로 분리되었다.
제16대 국회의원 선거를 앞두고 동래구 갑, 을 선거구가 합쳐져 동래구 선거구가 되면서 폐지되었다.

## 역대 국회의원
| 선거   | 정당 | 정당       | 의원   |
| ------ | ---- | ---------- | ------ |
| 1988년 |      | 통일민주당 | 박관용 |
| 1992년 |      | 민주자유당 | 박관용 |
| 1993년 |      | 민주자유당 | 강경식 |
| 1996년 |      | 신한국당   | 박관용 |

## 역대 선거 결과

### 대한민국 제13대 국회의원 선거
|  | 59.99% |

|  | 36.87% |

|  | 3.12% |

### 대한민국 제14대 국회의원 선거
|  | 65.81% |

|  | 23.44% |

|  | 10.73% |

### 1993년 대한민국 재보궐선거
박관용 의원의 사임으로 인해 치러진 1993년 대한민국 재보궐선거에서 민주자유당 강경식 후보가 당선되었다.

### 대한민국 제15대 국회의원 선거
|  | 63.75% |

|  | 23.67% |

|  | 7.43% |

|  | 5.12% |